# Alpine-Renault A110 1600
La Alpine-Renault A110 1600 è una versione sportiva della Alpine-Renault A110, specificatamente progettata per partecipare alle competizioni rallistiche, in special modo al Campionato internazionale costruttori, campionato in cui ha gareggiato dal 1970 al 1972, vincendo nel 1971.
La vettura, che era chiamata anche A110 1600S e dotato del motore da 1565 cm³ con 138 CV, con alla guida Jean Claude Andruet ha vinto il campionato europeo rally 1970, con Alpine che è finita al secondo posto nella classifica costruttori.

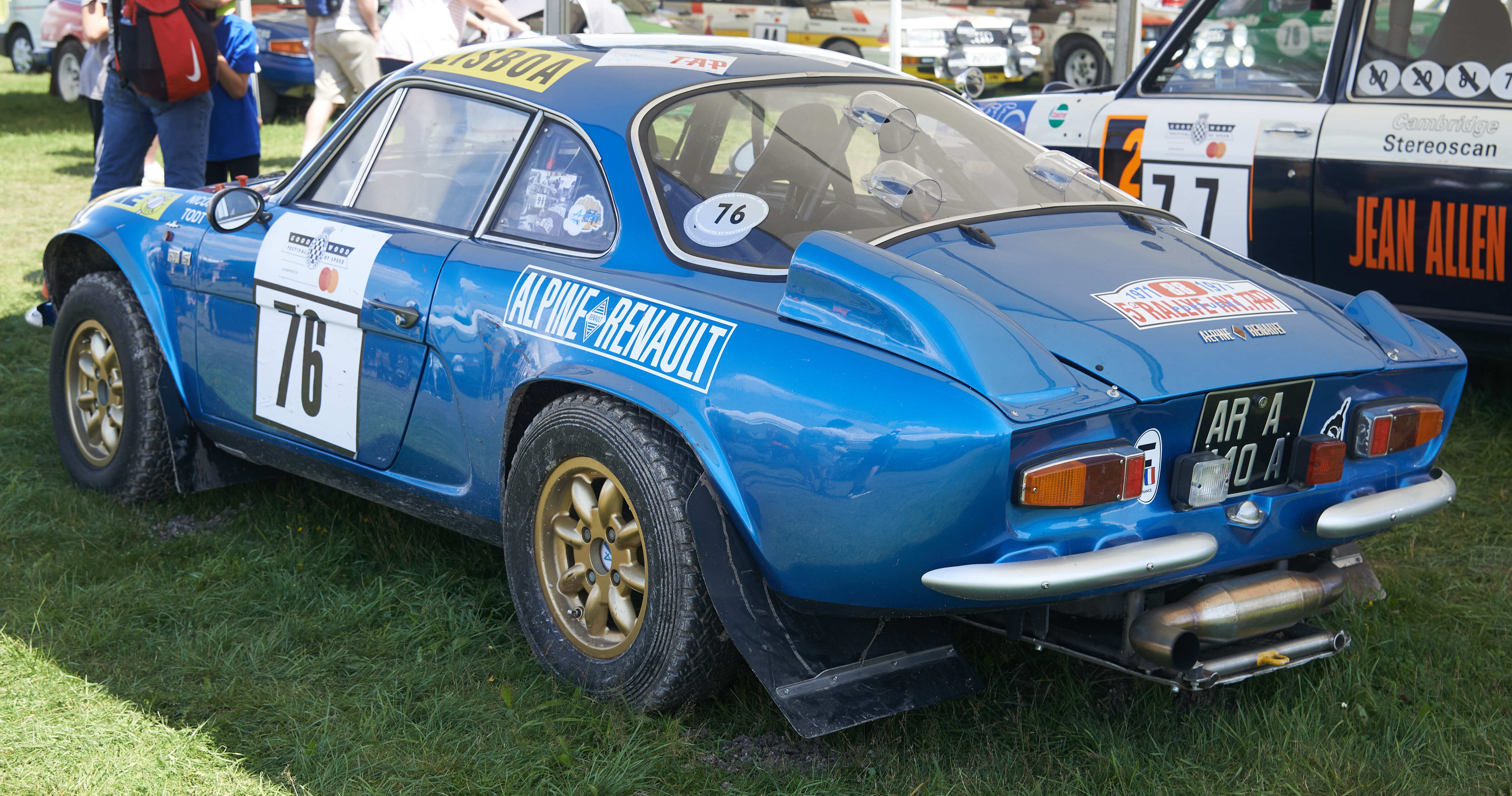
Retro

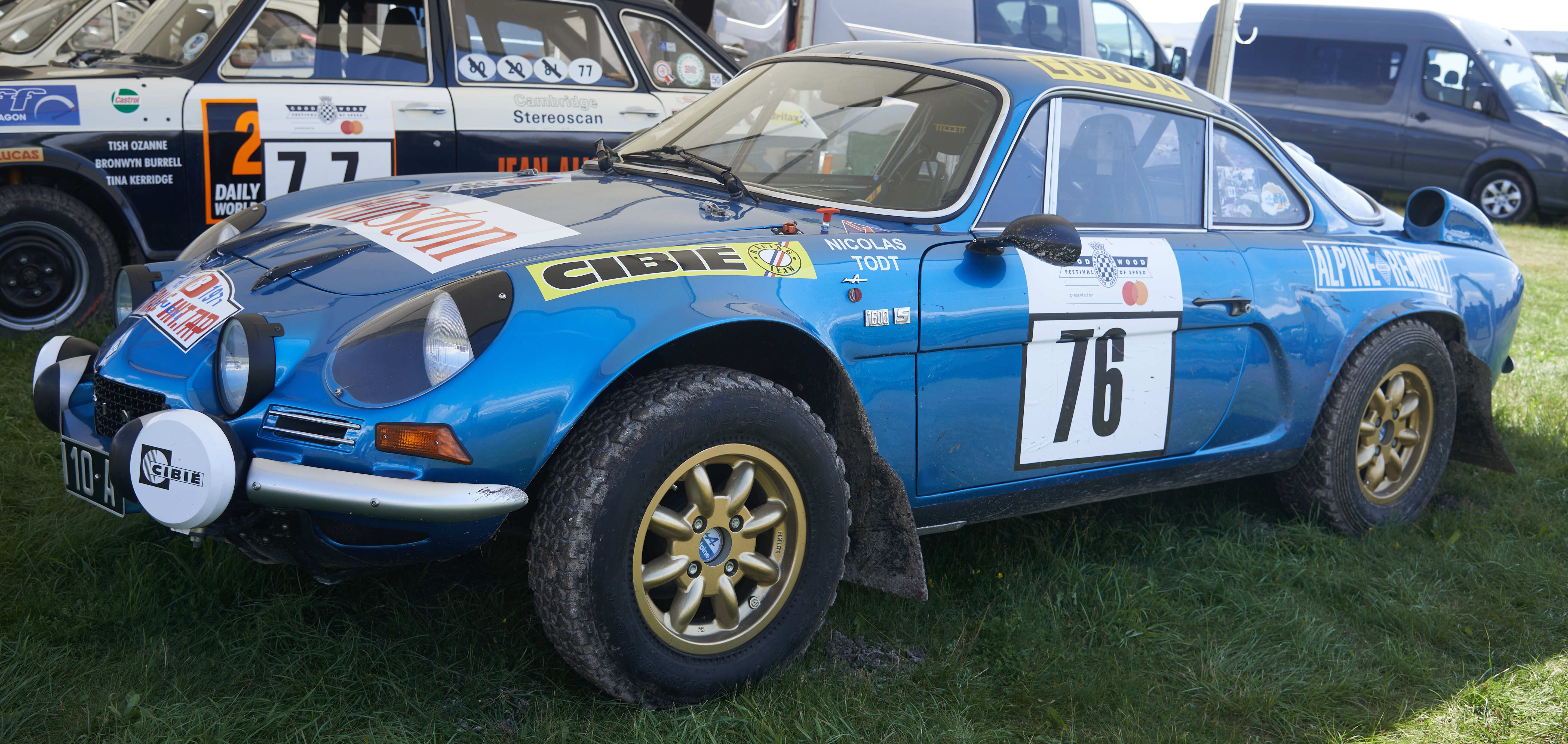
Vista laterale

## Palmarès
- 1 Campionato internazionale costruttori (1971)
- 1 Campionato europeo rally (1970)
- 2 Coupe des Alpes (1969, 1971)
- 2 Campionato francese rally (1969, 1971)

## Vittorie nel mondiale[4]
| Anno | Rally                      | Pilota        |
| ---- | -------------------------- | ------------- |
| 1971 | Rally di Monte Carlo       | Ove Andersson |
| 1971 | Rally di Sanremo           | Ove Andersson |
| 1971 | Österreichische Alpenfahrt | Ove Andersson |
| 1971 | Rally dell'Acropoli        | Ove Andersson |